# Bryodrilus parvus
Bryodrilus parvus är en ringmaskart som beskrevs av Nurminen 1970. Bryodrilus parvus ingår i släktet Bryodrilus, och familjen småringmaskar. Arten är reproducerande i Sverige.